# Theridiosoma lucidum
Espèce
Theridiosoma lucidum est une espèce d'araignées aranéomorphes de la famille des Theridiosomatidae.

## Distribution
Cette espèce est endémique du Venezuela.

## Description
Le mâle décrit par Simon en 1897 mesure 2,7 mm et la femelle 3 mm.

## Publication originale
- Simon, 1897 : Études arachnologiques. 27e Mémoire. XLII. Descriptions d'espèces nouvelles de l'ordre des Araneae. Annales de la Société entomologique de France, vol. 65, p. 465-510 (texte intégral).